# ریلامولا
ریلامولا (به لاتین: Rilamulla) یک منطقهٔ مسکونی در سری‌لانکا است که در استان مرکزی (سری‌لانکا) واقع شده‌است.